# SN 2006pt
SN 2006pt – supernowa typu Ia odkryta 14 listopada 2006 roku w galaktyce A022716-0023. W momencie odkrycia miała maksymalną jasność 22,10m.